# NatureServe
A NatureServe, Inc. é uma organização sem fins lucrativos com sede no Condado de Arlington, Virgínia, EUA, que fornece dados, ferramentas e serviços proprietários relacionados à conservação da vida selvagem para clientes privados e governamentais, organizações parceiras e o público. A NatureServe relata estar "sediada em Arlington, Virgínia, com escritórios regionais em quatro locais nos EUA e no Canadá". No ano-calendário de 2011 relataram ter 86 funcionários, 6 voluntários e 15 diretores independentes.
A Nature Conservancy relata que em 2000 desmembrou a sua Rede de Patrimônio Natural de 85 centros "em uma nova organização independente, a Association for Biodiversity Information (mais tarde renomeada NatureServe)". A NatureServe relata que foi criada em 1994 como a Association for Biodiversity Information. Em 2001, o IRS aprovou uma mudança de nome para NatureServe que foi solicitada em 1999, mantendo o status de isenção fiscal 501(c)(3) da organização concedido em julho de 1995. O site da NatureServe declara que é uma corporação sem fins lucrativos e isenta de impostos 501(c)(3), constituída em 1999 como uma corporação sem fins lucrativos de Washington, DC.

## Programas
Os programas da NatureServe se concentram em quatro áreas principais:
- Documentar o estado de conservação e a localização de espécies e ecossistemas
- Produzindo análises para orientar o planejamento da conservação
- Desenvolvimento de ferramentas de software para orientar o planejamento da conservação
- Gerenciando programas de patrimônio natural e data centers de conservação

A NatureServe faz parceria com a Lista Vermelha da IUCN, o padrão aceito para classificação mundial de espécies ameaçadas, fornecendo assistência de coordenação e dados de suas próprias avaliações para as avaliações de conservação da IUCN, e trabalhando juntos em avaliações contínuas.
O NatureServe Explorer é um banco de dados baseado na web que fornece acesso público às informações proprietárias da NatureServe sobre ecossistemas e espécies de plantas, animais e fungos dos EUA e Canadá. Isso inclui dados classificados de avaliação do status de conservação da NatureServe nos níveis estadual, nacional e global, considerados uma classificação líder de espécies ameaçadas nos Estados Unidos. A Infonatura era um serviço quase idêntico, fornecendo informações sobre a vida selvagem e os ecossistemas latino-americanos.
A NatureServe mantém o Padrão Nacional de Classificação de Vegetação para os Estados Unidos, bem como a Classificação Internacional de Comunidades Ecológicas, atualmente focada no Hemisfério Ocidental.
LandScope America (landscope.org) é um recurso online que reúne diversos dados relacionados à conservação para auxiliar no planejamento do uso da terra e da água. É um programa colaborativo da NatureServe e da National Geographic Society.

## A rede NatureServe
A rede de patrimônio natural agora apoiada pela NatureServe, começou em 1974 com a criação do South Carolina Heritage Trust. Depois de trabalhar com Patrick Noonan, presidente da The Nature Conservancy (TNC), para organizar a doação dos 24,000 acres (97 km2)  Santee Coastal Reserve, Joseph Hudson, presidente do Departamento de Vida Selvagem e Recursos Marinhos da Carolina do Sul, queria identificar outras terras dignas de preservação no estado. Ele forneceu à TNC financiamento inicial para reunir informações que pudessem informar a tomada de decisões sobre conservação e uso da terra, ao mesmo tempo em que contabilizava os impactos sobre a biodiversidade.
Ao estabelecer esse primeiro programa, o cientista-chefe do TNC, Robert Jenkins Jr., optou por se concentrar em características biológicas que precisam de conservação e usar essas informações para sugerir locais prioritários para proteção. As características visadas incluíam espécies e comunidades naturais, ou elementos de diversidade natural.
Programas em West Virginia, Mississippi e Oregon seguiram em 1975. Em 1976, a TNC havia desenvolvido um modelo para expandir a rede do estado emergente: ir aos estados e oferecer a contratação e treinamento de uma equipe de biólogos, estabelecer um centro operacional e, dois anos depois, deixar o estado assumir as operações. Em 1993, a rede dos EUA consistia em organizações em todos os cinquenta estados. Os programas foram formados nos países da América Latina em 1982, e os programas canadenses estabelecidos pela primeira vez em 1988 agora se estendem a todas as províncias e ao território de Yukon.
No início da década de 1990, um grupo de diretores de programas de patrimônio natural começou a desenvolver produtos de informação em toda a rede. Esse esforço levou ao estabelecimento de uma organização independente sem fins lucrativos dedicada a promover os produtos e serviços da rede. Incorporada em 1994 como Association for Biodiversity Information (ABI), essa organização de membros criou a estrutura para a coordenação em toda a rede. Em 1999, a rede de patrimônio natural da TNC e a ABI uniram forças formalmente, com a TNC transferindo seus bancos de dados, equipe profissional, padrões científicos e metodologia para a ABI. Em 2001, tendo crescido em sua forma atual, essa nova organização independente sem fins lucrativos ficou conhecida como NatureServe.

## Informação financeira
O Formulário 990 do IRS de 2011 da NatureServe Inc. lista a receita total de $ 8.680.216 e as despesas totais de $ 8.892.007.
A demonstração financeira auditada do ano fiscal de 2011 da corporação diz que "as notas explicativas são parte integrante dessas demonstrações financeiras". Ele relata "receita total, ganhos e outros suportes" de US$ 9.499.301 e "despesas totais" de US$ 8.913.138. $ 7.932.133 da receita vieram de concessões e contratos, incluindo uma parcela considerável em concessões federais para serviços de mapeamento, avaliações de vida selvagem e outros produtos e serviços. Ele também relata US$ 186.290 em receita de contribuições gerais, US$ 56.470 em receita de taxas de associação e US$ 216.062 em despesas de angariação de fundos.
Algumas contribuições importantes são feitas na forma de doações para projetos específicos. A Fundação MacArthur informou que concedeu US$ 1.191.500 em doações à NatureServe entre 2003 e 2013, e a NatureServe anunciou que a Doris Duke Charitable Foundation concedeu duas doações totalizando quase US$ 800.000 em 2005. Entre 2004 e 2009, a Gordon and Betty Moore Foundation doou US$ 6,63 milhões, a Nature Conservency doou US$ 3,43 milhões, a Knoblock Family Foundation doou US$ 2,38 milhões e a Doris Duke Charitable Foundation doou US$ 1,21 milhão.